# Чуприна, Григорий Трофимович
Григорий Трофимович Чуприна (2 октября 1918, Холмская, Кубанская область — 18 марта 1971, Холмский, Краснодарский край) — командир батальона 920-го стрелкового полка 247-й стрелковой дивизии 69-й армии 1-го Белорусского фронта, майор. Герой Советского Союза (27 февраля 1945).

## Биография
Родился 2 октября 1918 года в станице Холмской ныне Абинского района Краснодарского края, работал в колхозе.
В Красной Армии с 1939 года. На фронте в Великую Отечественную войну с июня 1941 года. Был политруком роты. Воевал на Северо-Западном, Западном, Калининском, 1-м Белорусском фронтах. В боях трижды ранен.
Указом Президиума Верховного Совета СССР от 27 февраля 1945 года за образцовое выполнение боевых заданий командования и проявленные при этом мужество и героизм майору Чуприне Григорию Трофимовичу присвоено звание Героя Советского Союза с вручением ордена Ленина и медали «Золотая Звезда».
С 23 апреля 1948 года в запасе. Умер 18 марта 1971 года, похоронен в станице Холмской.